# Dům U Svaté Trojice (Kadaň)
Dům U Svaté Trojice (Mírové náměstí čp. 86) patří k nejstarším stavbám královského města Kadaně. Dlážděné sklepy a chodby vyražené v rulovém podloží pod domem byly zřejmě již ve 13. století součástí komplexu komendy rytířského a špitálního řádu johanitů v Kadani. Dům se nachází na hlavním kadaňském náměstí (nyní Mírové, dříve Tržní) v blízkosti děkanského kostela Povýšení svatého Kříže, při vyústění Sládkovy ulice. V současnosti je sídlem finančního úřadu.

## Dějiny domu a jeho majitelé
Dům U Svaté Trojice patří k nejstarším stavbám v Kadani. Patrně již ve 13. století patřil k areálu komendy rytířského a špitálního řádu sv. Jana Jeruzalémského čili johanitů, kteří v Kadani působili v letech 1186 až 1559. Z této doby pochází také rozsáhlý několikapatrový dlážděný sklepní komplex a podzemní chodby vyražené v rulovém podloží opatřené pískovcovými lomenými portály. Zmíněná johanitská komenda zahrnovala svého času mimo dům U Svaté Trojice také domy čp. 85 (současné kadaňské děkanství), čp. 84 (kaplanku s gotickou kaplí Růžencového bratrstva, dříve zasvěcenou sv. Duchu) a čp. 83 (dříve městská škola). Komenda byla obehnána kamennou zdí, která ji oddělovala od zbytku města. Hradby byly zbořeny v rámci asanace městského opevnění již v roce 1807. Do roku 1785 též v komplexu bývalé johanitské komendy fungoval hlavní městský hřbitov. V čele kadaňské komendy stával komtur, který býval na základě pramenů převážně z 15. století zpravidla zároveň kadaňským katolickým farářem. Jedním z nich byl například v letech 1364 až 1374 kněz Johannes Henslinus z Kadaně, za jehož působení ve městě johanitskou komendu obývalo a spravovalo dalších osm řádových rytířů a kněží. Počátkem období reformace v Evropě začala kadaňská johanitská komenda ubývat na významu, až se v průběhu 16. století řád rozhodl vzdát se zde veškerého majetku a práv k městu.
Dům U Svaté Trojice se stal domem měšťanským a po velkých požárech města v 17. a 18. století byl postupně přestavěn v barokním stylu na dům palácového typu. Nejspíše se tehdy dům ocital ve vlastnictví předních kadaňských měšťanských rodin, jelikož byl několikrát nákladně rekonstruován. Zvláště barokní průčelí domu bylo několikráte obnovováno, například na přelomu 19. a 20. století, kdy byl dům ve vlastnictví manželů Karla a Marie Fishbachových. Tou dobou v domě vznikla známá kadaňská lékárna U Bílého lva, kterou zde spolu s drogerií provozoval Hans Püscher. Rodina Fisbachových dům vlastnila až do roku 1945, kdy byl zkonfiskován obnoveným československým státem, a o dva roky později jej jako národní správce převzal lékárník Ph. Mr. Vladimír Hes. V domě následně sídlily obchody různých zaměření, posledním z nich byla tzv. Mototechna. V roce 1977 postihl dům U Svaté Trojice zhoubný požár, který jej tehdy takřka odsoudil ke zkáze. Teprve v letech 1998 až 1999 prošel dům rozsáhlou rekonstrukcí a v současnosti je hlavním sídlem finančního úřadu v Kadani.

## Domovní znamení

domovní znamení

Ve štítě domu U Svaté Trojice je umístěna nika, ve které se nachází jakožto domovní znamení monumentálně pojatá barokní pískovcová socha Nejsvětější Trojice. Socha byla vytvořena okolo poloviny 18. století kadaňským sochařským mistrem Carlem Waitzmannem, rodákem ze Štýrského Hradce. Hlavní figurou sochy je Bůh Otec s rozevlátým pláštěm a zlatým žezlem v pravici sedící na trůnu. Na svém klíně drží Krista na Kříži. Nad jeho hlavou se vznáší holubice, symbol Ducha svatého. Celá socha je symbolem tzv. Nejsvětější Trojice, která představuje ikonografickou zkratku jednoho ze základních křesťanských dogmat o Boží Trojjedinosti.

## Zajímavost
Podle pověstí byl posledním kadaňským johanitským komturem jistý Thomas Behem, který v Kadani též zemřel a byl pochován v chrámové kryptě. V podzemních prostorách původní komendy a ve sklepeních domu U Svaté Trojice se prý čas od času zjevuje jeho duch. Nekonečné a spletité chodby pod domem prý také ukrývají tajuplné podzemní jezero, které leží hluboko pod městem. Také na tomto jezeře se údajně v malé loďce objevuje duch posledního johanitského komtura, který, zahalen v rudém plášti s bílým křížem, třímá v levé ruce zapálenou svíci a v pravé pak knihu, ze které předčítá nesrozumitelný latinský text. Pověsti praví, že se tak komtur každý den modlí za město Kadaň. Někteří nejstarší kadaňští rodáci tvrdí, že podzemní jezero pod městem není jen pověstí a sklepení domů na Starém Městě v Kadani jsou propojena podzemními chodbami, které se sbíhají právě u tohoto jezera.